# Utopia (film, 2015)
Pour les articles homonymes, voir Utopia (homonymie).
Pour plus de détails, voir Fiche technique et Distribution.
Utopia est un film dramatique afghan réalisé par Hassan Nazer et sorti en 2015.
Le film a été sélectionné pour représenter l’Afghanistan à l’Oscar du meilleur film en langue étrangère lors de la 88e cérémonie des Oscars en 2016. Il a toutefois été disqualifié car une grande partie de ses dialogues sont en anglais.

## Synopsis
Une femme afghane se rend en Inde pour une insémination artificielle. Le donneur britannique, en quête de sens, souhaite établir un contact avec l’enfant à naître. À travers cette quête d’humanité, *Utopia* explore les dilemmes éthiques, culturels et émotionnels autour de la maternité moderne, des liens familiaux et de la spiritualité.

## Fiche technique
- Titre original : Utopia
- Réalisation : Hassan Nazer
- Scénario : Amir Aghaei, Vahid Rahbani, Martine Malalai Zikria
- Musique : Mehdi Hosseini
- Photographie : Ismael Barari
- Montage : Reza Jouze
- Production : Search for Common Ground Films
- Pays d’origine :  Afghanistan
- Langues : dari, anglais
- Genre : drame
- Durée : 95 minutes
- Année de sortie : 2015

## Distribution
- Hannah Spearritt : Lucy
- Homayoun Ershadi : Najib
- Bhasker Patel : Spiritual Man
- Andrew Shaver : William
- Saahil Chadha : Rajnesh
- Alec Westwood : le docteur britannique
- Arun Bali : Rajendra
- Martine Malalai Zikria : Janan
- Sayantani Nandi : Raksha
- Chris Robb : l'ami de William

## Sélections et distinctions
- Sélection officielle afghane pour l’Oscar du meilleur film en langue étrangère à la 88e cérémonie des Oscars (2016)[1].
- Disqualifié par l’Academy of Motion Picture Arts and Sciences pour avoir dépassé la limite autorisée de dialogues en anglais[1].

## Réception critique
Dans une interview accordée à The Guardian, le réalisateur Hassan Nazer a exprimé sa frustration face à la disqualification, expliquant que la diversité linguistique du film reflétait justement sa portée universelle.